# Halakhot Pessoukot
Les Halakhot Pessoukot (hébreu : הֲלָכוֹת פְּסוּקוֹת Lois décisives ou décidées) est l'une des premières pièces majeures de la littérature gaonique. 
Datée du VIIIe siècle, il semblerait qu'il s'agisse de la première compilation de halakhot (lois) depuis la rédaction et la clôture du Talmud de Babylone.

## Caractérisation de l'ouvrage
Rédigé en judéo-araméen babylonien, dans un idiome proche de celui du Talmud de Babylone, le livre ne contient que des halakhot d'intérêt pratique, classifiées, à quelques exceptions près, selon l'ordre du Talmud. Leur concision a valu son titre à l'ouvrage.

L'auteur se base principalement sur le Talmud de Babylone, mais aussi sur la littérature tannaïtique, notamment le Midrash halakha et la Tossefta, ainsi que sur des traditions transmises aux Gueonim par leurs prédécesseurs, les Savoraïm. La similarité entre les Halakhot Pessoukot et les Sheïltot de Rav Ahaï a également été relevée mais il est possible que les deux ouvrages puisent à un fond commun de traditions conservées dans les académies de Soura et Poumbedita.
Les Halakhot Pessoukot sont traditionnellement attribuées à Yehoudaï Gaon et pourraient être basées sur ses responsa ou ses conférences devant ses étudiants. Une tradition a cependant rapidement circulé qui faisait de ses disciples les véritables auteurs, ce qui pourrait expliquer les nombreux désaccords entre les Halakhot pessoukot et la Halakha traditionnelle. Il est en tout cas évident que l’ouvrage a fait l'objet de remaniements ultérieurs car le Talmud de Jérusalem est quelquefois cité alors que Yehoudaï Gaon en avait été un farouche opposant. De même, l'inclusion des Trefot deEretz Israël (lois concernant les chairs d'animaux impropres à la consommation, selon la position de l'académie talmudique de la terre d'Israël) parmi les sujets traités semble peu compatible avec ses positions, bien qu'il puisse s'agir ici d'une insertion opérée par un copiste afin d’offrir un point de comparaison entre les halakhot babyloniennes et celles de la terre d'Israël.

## Influence et adaptations
Les Halakhot Pessoukot obtiennent un succès immédiat car elles répondent à un grand besoin des communautés juives de l’époque : le Talmud promu par les académies talmudiques de Babylonie était dense et riche, d’accès malaisé pour le non-initié, et il rendait davantage compte des discussions entre Sages de diverses époques que de leurs conclusions pratiques. C’était précisément ces réponses qu’entendaient fournir les Halakhot Pessoukot et c’est pourquoi elles furent rapidement considérées comme indispensables, au point de susciter un siècle plus tard la vive opposition de Paltoï ben Abaye, gaon de Poumbedita, qui n'en contestait pas l'exactitude mais craignait que l'étude de la Torah ne se perde.
Les Halakhot pessoukot valurent à Yehoudaï Gaon un prestige durable, et connurent de nombreuses adaptations, parmi lesquelles les Halakhot deRav Yehoudaï Gaon et les Halakhot Ketanot, afin de les distinguer des Halakhot Guedolot de Simeon Kayyara. Ces dernières constituent l'adaptation la plus répandue, au point d'en avoir occulté l'original, et d'avoir fait penser au rabbin et chroniqueur médiéval Abraham ibn Dawd que Yehoudaï Gaon s'était inspiré des Halakhot Guedolot et non le contraire. Une autre compilation fameuse, les Halakhot Ketzouvot citées notamment dans un responsum de Rabbi Meïr de Rothenburg, a été compilée dans le Sud de l'Italie, dans la première moitié du IXe siècle.
Les Halakhot Pessoukot furent partiellement traduites en hébreu sous le nom de Hilkhot Re'ou (d'après les premiers mots d'Exode 16:29, sur lesquels elles s’ouvrent) ; les parties difficiles à traduire ont été laissées dans l'idiome originel. Cette traduction avait été réalisée en terre d'Israël, preuve de son influence.
Une édition de mauvaise qualité a été effectuée par A.L. Schlossberg sur base d'un manuscrit conservé à Oxford en 1886. Le manuscrit est incomplet, mais des fragments retrouvés dans la Gueniza du Caire permettent de combler la plupart des lacunes. Par ailleurs, de nombreux fragments de traductions arabes ont été retrouvées dans cette même gueniza.
Ces adaptations et traductions firent paradoxalement oublier les Halakhot Pessoukot elles-mêmes qui n’ont été longtemps connues que par des citations d'auteurs ultérieurs, jusqu'à ce qu'un manuscrit soit retrouvé par David Sassoon à Sanaa, la capitale du Yémen, et publié par son fils Salomon, en 1951. Bien que fragmentaire, il peut être, lui aussi, en grande partie reconstitué avec des fragments retrouvés dans la Gueniza du Caire.